# Aloysius John Wycislo
Aloysius John Wycislo (* 17. Juni 1908 in Chicago, Illinois; † 11. Oktober 2005 in Green Bay, Wisconsin) war ein US-amerikanischer Geistlicher und katholischer Bischof von Green Bay.

## Leben
Aloysius John Wycislo studierte am Priesterseminar in Mundelein und an der Katholischen Universität von Amerika in Washington, D.C. Am 4. April 1934 empfing er von Chicagos Erzbischof, Kardinal George Mundelein, die Priesterweihe.
Während des Zweiten Weltkriegs war Wycislo für die Einrichtung von Auffanglagern für Kriegsflüchtlinge in Indien, Afrika und dem Mittleren Osten verantwortlich. 1946 wurde er Direktor der Katholischen Flüchtlingshilfe und koordinierte von New York City aus Hilfsaktionen in Europa.
Papst Johannes XXIII. ernannte Wycislo am 17. Oktober 1960 zum Titularbischof von Stadia und zum Weihbischof in Chicago. Die Bischofsweihe empfing er am 21. Dezember 1960 von Kardinal Albert Gregory Meyer. Mitkonsekratoren waren die Bischöfe William Aloysius O’Connor von Springfield und Ernest John Primeau von Manchester.
Als Konzilsvater nahm Aloysius John Wycislo an allen vier Sitzungsperioden des Zweiten Vatikanischen Konzils teil.
Am 8. März 1968 ernannte Papst Paul VI. Wycislo zum achten Bischof von Green Bay. Als Diözesanbischof setzte er die Beschlüsse des Konzils um und führte den Ständigen Diakonat ein. Er installierte Einrichtungen für die Familienberatung, förderte die Pfadfinderbewegung und organisierte die Seelsorge für Jugendliche, Gehörlose und Behinderte. Seinem früheren Aufgabengebiet blieb er durch die Unterstützung von Flüchtlingen und Migranten, unter anderem Vietnamesen, Laoten und Hispanics, treu.
Am 10. Mai 1983 wurde Wycislos altersbedingtes Rücktrittsgesuch angenommen. Bei seinem Tod im Jahr 2005 war er mit 97 Jahren der älteste Bischof in den USA.